# Tasa nipponica
Tasa nipponica là một loài nhện trong họ Salticidae.
Loài này thuộc chi Tasa. Tasa nipponica được Bohdanowicz & Jerzy Prószyński miêu tả năm 1987.